# Ruud ter Weijden
Ruud ter Weijden (9 januari 1940) is een Nederlands televisiepresentator en producent.
Hij presenteerde onder meer de programma's AVRO's Sportpanorama en Driester bij de AVRO en Ooggetuige en Het Uur van de Waarheid bij RTL 4. Daarnaast was hij betrokken bij verscheidene sportprogramma's, zoals uitzendingen rond het Europees kampioenschap voetbal, wereldkampioenschap voetbal en de Elfstedentocht (1986) en presenteerde hij RTL GP en Sport aan tafel.
Op 5 februari 2011 vierde hij zijn comeback als presentator bij De Perstribune, Omroep MAX, NPO Radio 1.